# Pajor

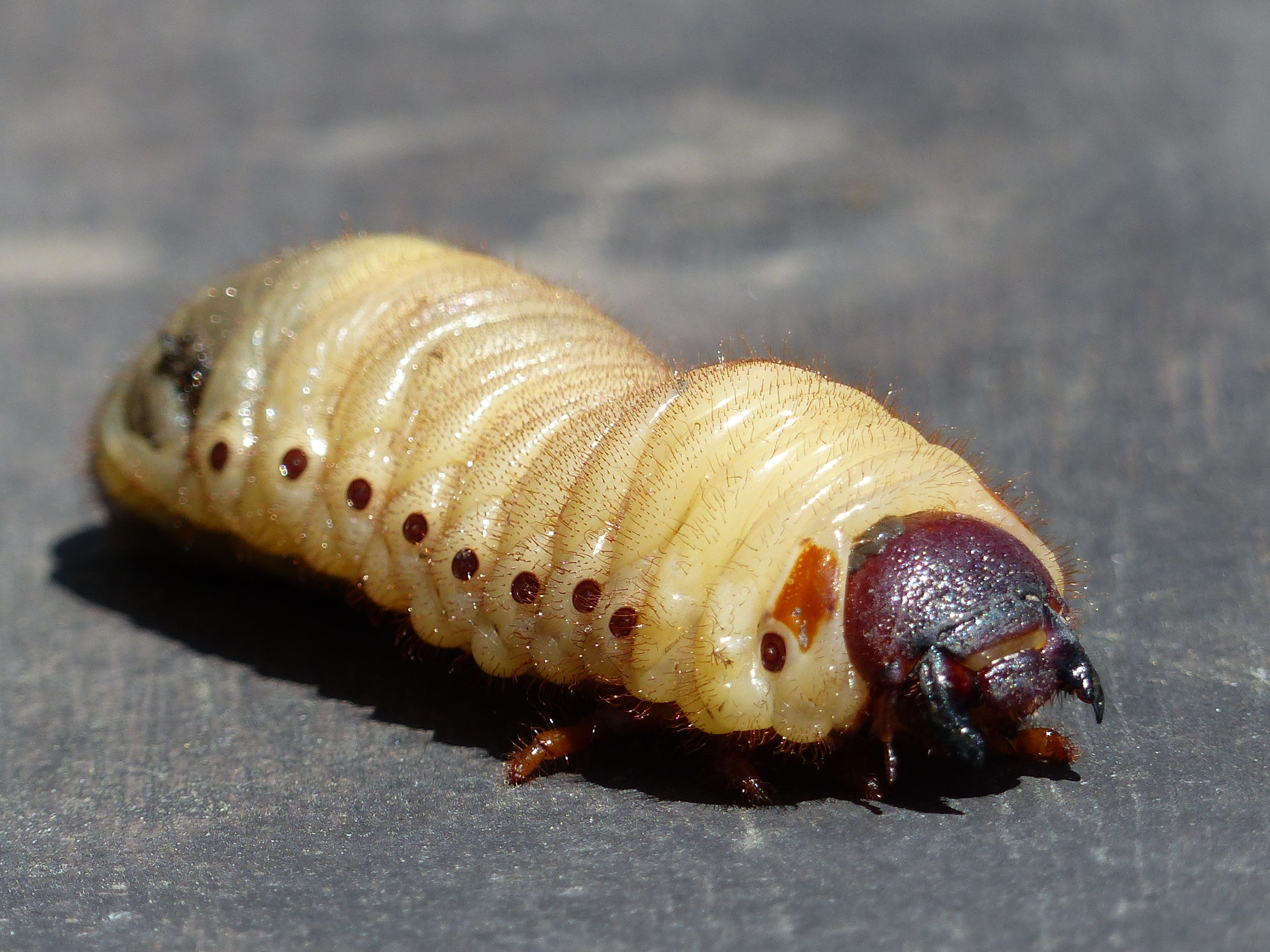
Egy orrszarvú bogár pajora

A pajor a Scarabaeiformia és a Lucanidae fajainak lárvája a talajban vagy korhadó szerves anyagban fejlődnek ki. A pajorok a nőstény bogár által lerakott petékből kelnek ki, majd kifejlett rovarokká alakulnak át.

## Előfordulása
Leginkább az európai kontinensen találkozhatunk vele, de Törökországban és Oroszország nyugati felben is előfordulhatnak. Többnyire a homokos területeken volt jellemző hatalmas kártételük, de a kötött talajokon is ugyanúgy jelen vannak szinte állandó jelleggel. Magyarországon háromévenként, májustól egészen június végéig találkozhatunk velük.

## Leírása
Testük zömök és hosszúkás hátsó része felé sötétedik, és vastagszik. Színük csontfehér vagy piszkosfehér árnyalatú. Fejük, előtoruk, és potrohuk szürkésfekete, a szárnyfedőik pedig barnák. A potrohszelvények oldalán háromszög alakú, világos foltok láthatók, a szárnyfedőket ritkás fehér szőrzet fedi. 3 pár ízeltlábuk van, amik a test elején, a barna fej közelében helyezkednek el. Rágó szájszervük erős és a pajorok akár négy-öt centiméteresre is megnőhetnek.

## Életmódja
A nőstény egyedek kevésbé árnyékolt, növényekkel sűrűn benőtt, fagymentes helyekre tojnak két-három alkalommal 20-30 petét. A talajnedvesség hatására ezek a peték megduzzadnak, 30-50 nap múlva kikelnek a pajorok. Elsőként a tojásrakás évében vedlenek nyár végén, másodjára a következő nyár elején. A lárvák a talajban vízszintesen és függőlegesen is sokat mozognak. A pajorok fiatal korukban humusszal táplálkoznak, de növekedésük során inkább a zsenge hajszálgyökerek mellé telepszenek. Teljes átalakulással fejlődnek ki, a Kárpát-medencében ez három évet, míg hidegebb vidékeken négy évet vesz igénybe. 
Általában két évet töltenek el lárvaalakban, gyakran 1 méteres mélységben. A lárva kora a fejtok méretéből állapítható meg. Nagyjából egy ásónyomnyi mélységben kezdődik meg a bábozódás a harmadik év nyarának közepén, a bábból őszre fejlődik ki az imágó, ami azonban nem jön a felszínre, hanem áttelel a talajban. A rajzás végéhez közeledve a nőstények száma kisebb lesz, mivel a peterakás után kimerülnek, és elpusztulnak a földben. Közben a hímek is elpusztulnak, vagy végelgyengülésben, vagy számos ellenségük által elfogyasztva. A kifejlődött pajor a harmadik évben kis üreget váj a földben magának, ezt kisimítja és benne alakul át bábbá. 

## Fajok
Ismertebb pajor lárvájú fajok:
Cetoniinae:

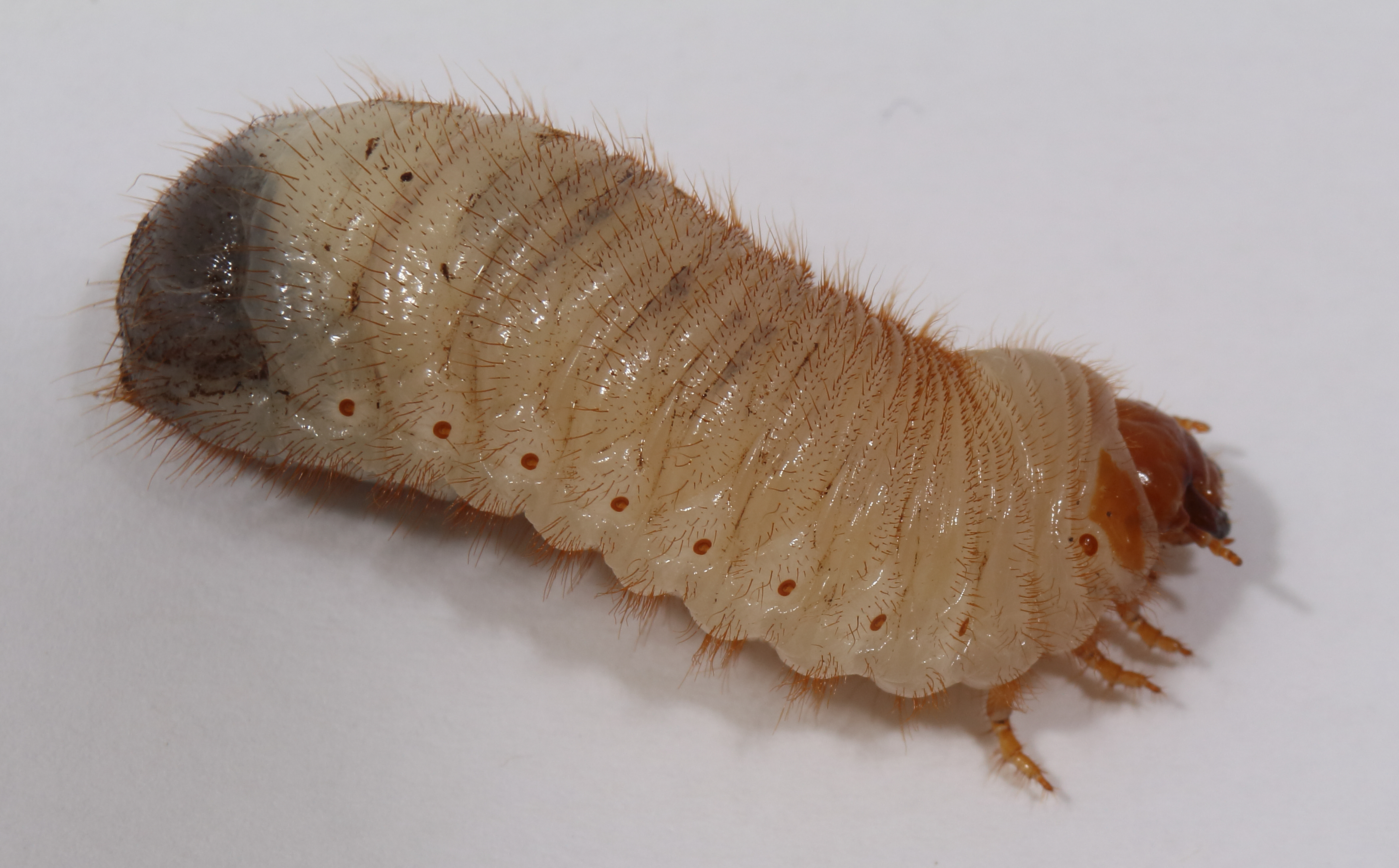
Cetonia aurata pajor

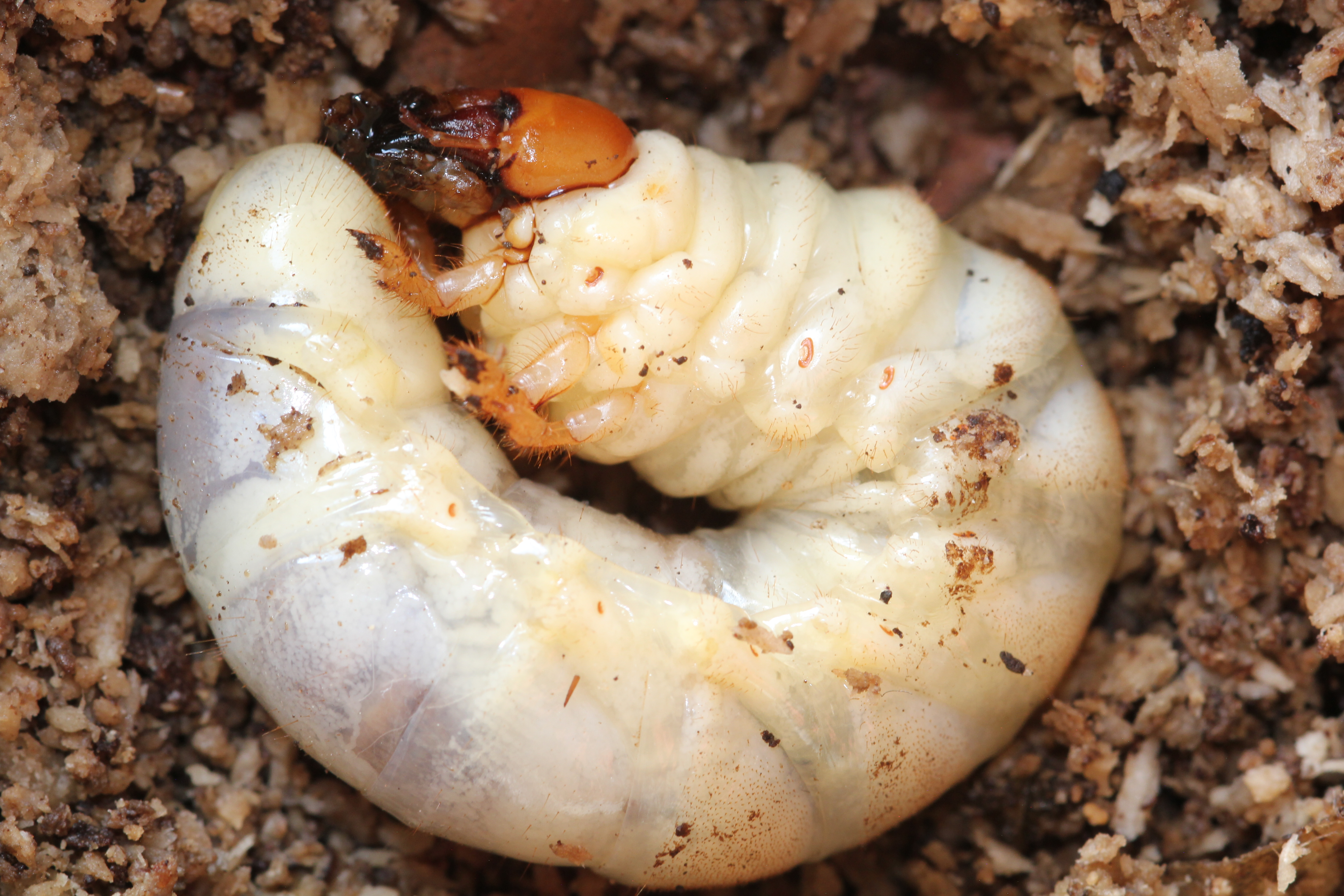
Lucanus cervus pajor

- Aranyos rózsabogár (Cetonia aurata)
- Sokpettyes virágbogár (Oxythyrea funesta)
- Pompás virágbogár (Protaetia speciosissima)
- Bundásbogár (Tropinota hirta)
- Remetebogár (Osmoderma eremita)
- Keleti prémesbogár (Trichius sexualis)

Lucanidae:

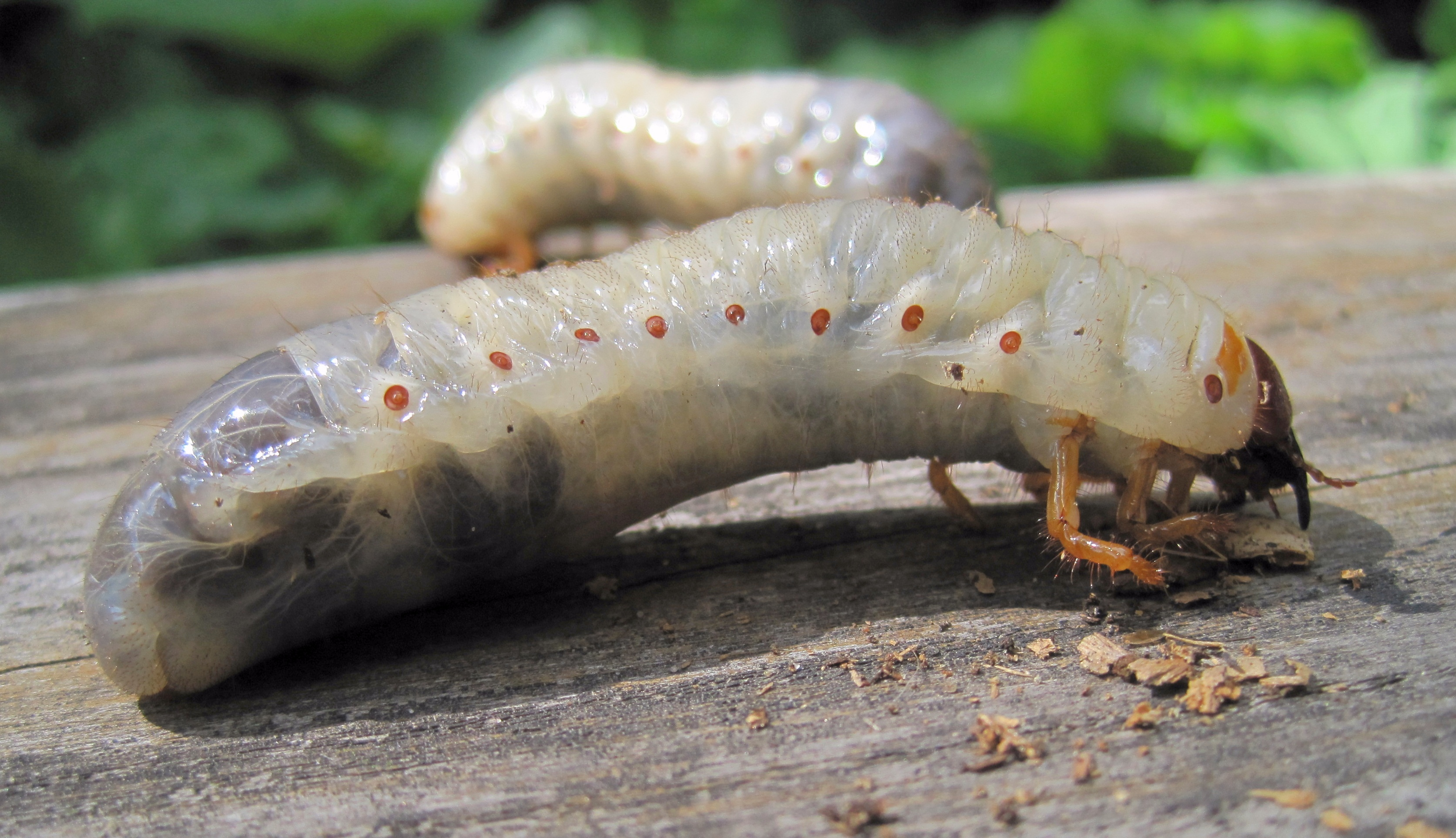
Polyphylla fullo pajorok

- Nagy szarvasbogár (Lucanus cervus)
- Kis szarvasbogár (Dorcus parallelipipedus)
- Szőrös szarvasbogár (Aesalus scarabaeoides)
- Tülkös szarvasbogár (Sinodendron cylindricum)
- Kis fémesszarvasbogár (Platycerus caraboides)
- Nagy fémesszarvasbogár (Platycerus caprea)

Lucanidae:

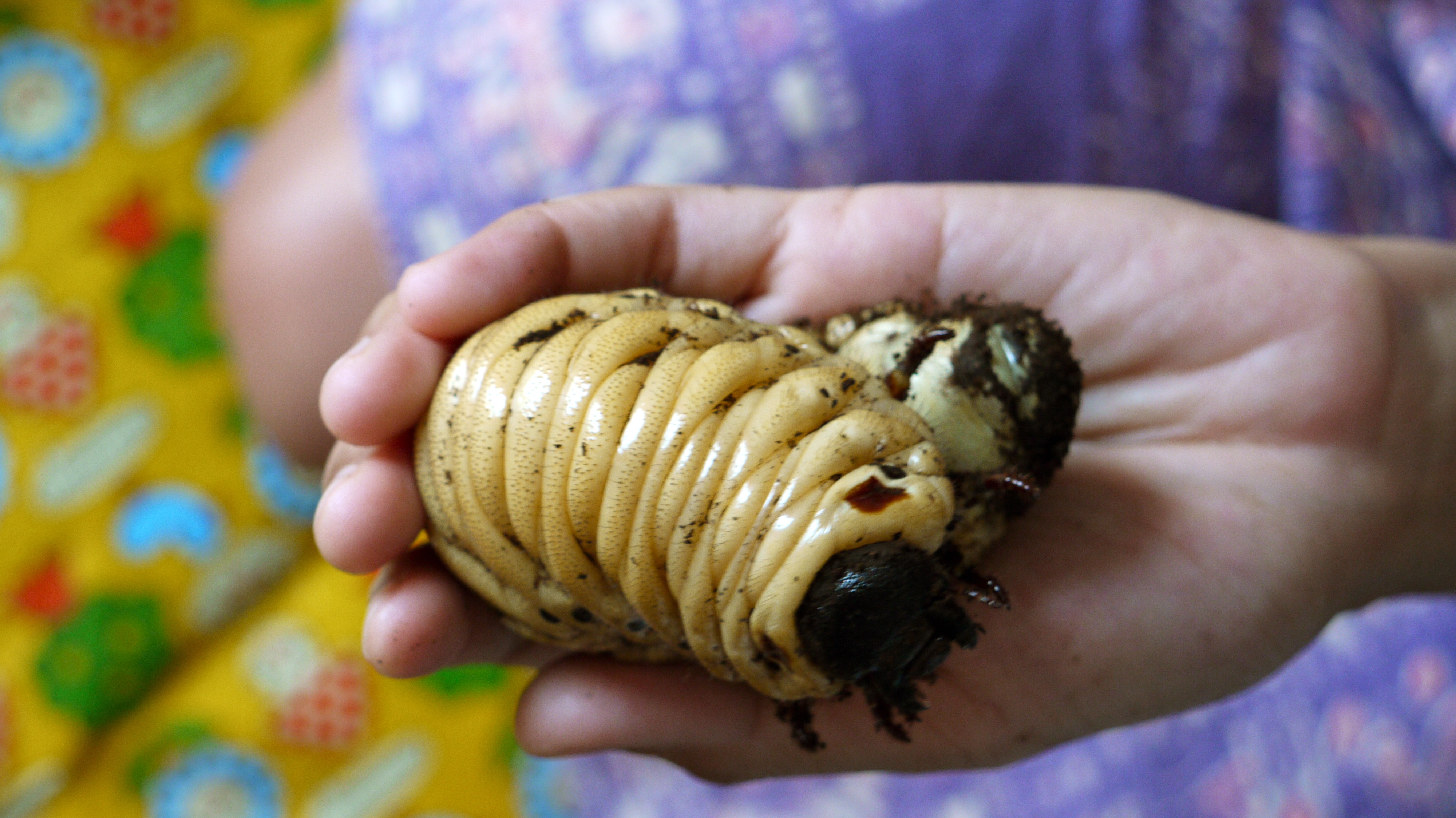
Dynastes hercules pajor

- Májusi cserebogár (Melolontha melolontha)
- Erdei cserebogár (Melolontha hippocastani)
- Kallócserebogár (Polyphylla fullo)
- Keleti cserebogár (Anoxia orientalis)
- Közönséges sárgacserebogár (Amphimallon solstitiale)

Dynastinae:
- Orrszarvúbogár (Oryctes nasicornis)
- Butabogár (Pentodon idiota)
- Herkulesbogár (Dynastes hercules)
- Elefántbogár (Megasoma elephas)